# Kłodzko

Kłodzko (alemão:Glatz) é um município da Polônia, na voivodia da Baixa Silésia e no condado de Kłodzko. Estende-se por uma área de 24,84 km², com 27 041 habitantes, segundo os censos de 2018, com uma densidade de 1088,6 hab/km².